# Sardinella richardsoni
Sardinella richardsoni är en fiskart som beskrevs av Wongratana, 1983. Sardinella richardsoni ingår i släktet Sardinella och familjen sillfiskar. Inga underarter finns listade i Catalogue of Life.